# Wabush Airport
Wabush Airport är en flygplats i Kanada. Den ligger i den östra delen av landet, 1 100 km nordost om huvudstaden Ottawa. Wabush Airport ligger 551 meter över havet. Den ligger vid sjöarna  Julienne Lake Little Wabush Lake Shabogamo Lake och Wabush Lake.
Terrängen runt Wabush Airport är platt åt sydost, men åt nordväst är den kuperad. Runt Wabush Airport är det ganska glesbefolkat, med 28 invånare per kvadratkilometer.. Närmaste större samhälle är Labrador City, 4,1 km nordväst om Wabush Airport. 